# ビーノ (菓子)
ビーノは東ハトが1991年より製造販売するスナック菓子。エンドウ（えんどう豆）が主な原料で、生地を直火焙煎製法でノンフライにした豆本来の香ばしい風味とサクサクした食感が味わえるとされる。

## 概要
東ハトを代表する商品であるキャラメルコーン（とうもろこし）、ポテコ・なげわ（じゃがいも）に続いて、“豆”を使った新しいブランドの開発を目指し試行錯誤の末、キャラメルコーンのパフ技術を応用して「えんどう豆100％（生地中の穀物として）」をパフ化することに成功し、1991年に販売が開始された
。
それまでのスナック菓子のイメージは「子供のおやつ」という印象が強く、大人をターゲットにした商品は少なかった。新発売当時のテレビCMでは作曲家・タレントの小林亜星がイメージキャラクターとして出演。CMソングには「ビールにビーノ」というフレーズが含まれており、大人向けであることがアピールされた。

## 現在の商品
- うましお味（レギュラー）
- ブラックペッパー味（レギュラー）
- 大人の贅沢なビーノ　香る鯛だし（季節限定）

## 過去の商品
- 堅焼きビーノ　うましお味（終売）
- 梅香るビーノ　紀州の梅味（終売）
- ビールにビーノ　ガーリックバター味（終売）
- 麻辣ビーノ　うま辛味（終売）
- アジアンビーノ　トムヤムクン味（終売）
- のりしお味（終売）
- 梅かつお味（終売）
- 七味マヨ味（終売）
- 旨豆ビーノ・二種の塩味（終売）

## 類似商品
- 「さやえんどう」（カルビー1993年発売）
- 「ジャック」（ハウス食品※販売終了）